# Dichocrocis gyacalis
Dichocrocis gyacalis là một loài bướm đêm trong họ Crambidae.